# Вилциня, Анна Николаевна
А́нна Никола́евна Ви́лциня (латыш. Anna Vilciņa; р. 6 ноября 1938) — советская волейболистка, игрок сборной СССР (1958). чемпионка Европы 1958. Нападающая. Мастер спорта СССР (1959).
Выступала за команду «Даугава» (Рига). В её составе: бронзовый призёр чемпионата СССР 1960. В составе сборной Латвии — бронзовый призёр Спартакиады народов СССР и первенства СССР 1959 года.
В составе сборной СССР в 1958 году стала чемпионкой Европы.